# Extrême Nord (Australie-Méridionale)
Le Nord Lointain ou Extrême-Nord (en anglais Far North) est une vaste région de l'Australie-Méridionale  située à proximité du Territoire du Nord. Les habitants de l'Australie-Méridionale utilisent ce terme pour désigner la partie de l'état située au nord d'une ligne passant approximativement par Ceduna, Port Augusta et Broken Hill . Le gouvernement d’Australie-Méridionale définit cette région de la même façon, mais n'y inclus pas les régions de Maralinga Tjarutja, de la communauté aborigène de Yalata et d'autres territoires de l'extrême ouest de l'État non constitués en collectivité. Ces derniers sont officiellement classés dans la péninsule d'Eyre et la région de l'Ouest.
La région est à la fois la plus grande et la moins peuplée de l'État. l'Extrême-Nord est également appelé Terres arides d'Australie-Méridionale car une grande partie de cette région est désertique .

## Administration
L'Extrême-Nord correspond aux zones de gouvernement local suivantes : l'Anangu Pitjantjatjara Yankunytjatjara (APY), la ville de Port Augusta, le district de Coober Pedy, le conseil de Flinders Ranges et le conseil de Roxby. Dans la mesure où la majeure partie de ce territoire se situe dans ce que l'on appelle la zone non constituée en collectivité, les services municipaux sont directement assurés par le gouvernement d'Australie-Méridionale via l'Autorité des Communautés de l'Outback . Cette région fait partie des districts électoraux d'état de Giles et Stuart, et de la division fédérale de Gray ,,.

## Déserts

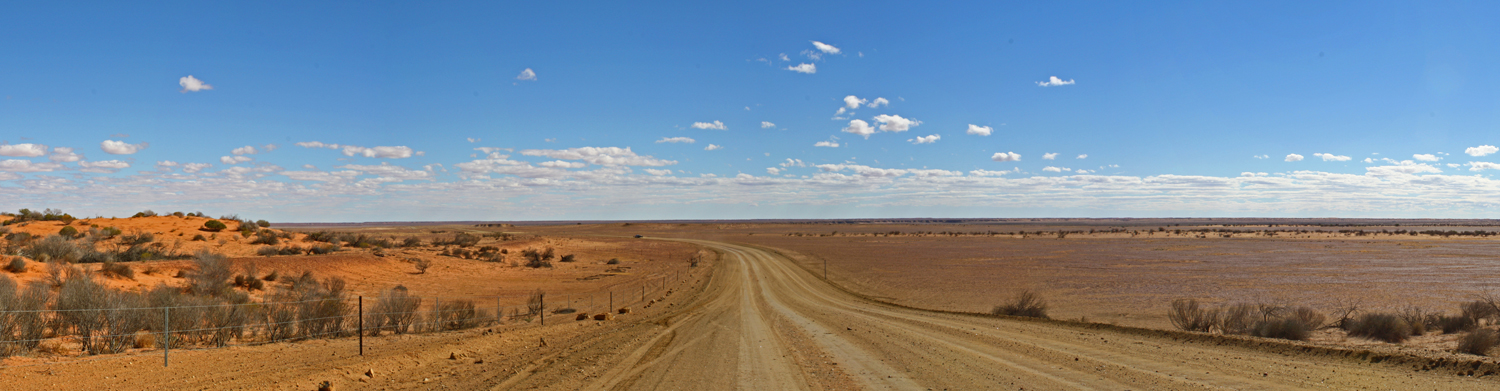
Le paysage aride mais envoûtant de la piste d'Oodnadatta est typique d'une grande partie de la région de l'Extrême-Nord

Les quatre déserts du nord-est sont le désert de Simpson, le désert de Tirari, le désert peint et le désert de Pedirka . Le nord et le nord-ouest sont occupés par le grand désert de Victoria.

## Tourisme
La région a de nombreux points d'intérêt et s'est dotée d'aménagements touristiques   tels que des parcs nationaux et des réserves naturelles .

### Restrictions d'accès
Des permis sont nécessaires pour pénétrer sur les territoires appartenant aux aborigènes . En 2023[Depuis quand ?] , un laissez-passer délivré par le Service des parcs nationaux et de la faune d'Australie-Méridionale était nécessaire pour accéder aux parcs du désert. Il était également obligatoire pour la visite du parc conservatoire et la réserve régionale du désert de Simpson et, à l'est de Dalhousie Springs, pour le parc national de Witjira ,. Un laissez-passer touristique ést également requis pour pénétrer dans la zone interdite de Woomera .

### Voies de communication
Les routes les plus importantes de la région sont la Stuart Highway qui va de Port Augusta à Alice Springs, la Oodnadatta Track, la Birdsville Track ainsi que la Strzelecki Track vers le Queensland.